# Tobias Lerchbacher
Tobias Lerchbacher (* 23. März 2007) ist ein österreichischer Fußballspieler.

## Karriere

### Verein
Lerchbacher begann seine Karriere beim SC Wollers. Zur Saison 2020/21 wechselte er zum First Vienna FC. Im Jänner 2021 wechselte er in die Jugend des FC Red Bull Salzburg, bei dem er ab der Saison 2021/22 sämtliche Altersstufen in der Akademie durchlief.
Im Mai 2025 debütierte er für das Salzburger Farmteam FC Liefering in der 2. Liga, als er am 29. Spieltag der Saison 2024/25 gegen Admira Wacker in der 76. Minute für Kristjan Bendra eingewechselt wurde. Dies blieb sein einziger Einsatz für Liefering.
Zur Saison 2025/26 wechselte Lerchbacher zum Zweitligisten Floridsdorfer AC, bei dem er einen bis 2028 laufenden Vertrag erhielt.

### Nationalmannschaft
Lerchbacher spielte im Mai 2023 einmal für die österreichische U-16-Auswahl.